# カーニー (ニュージャージー州)

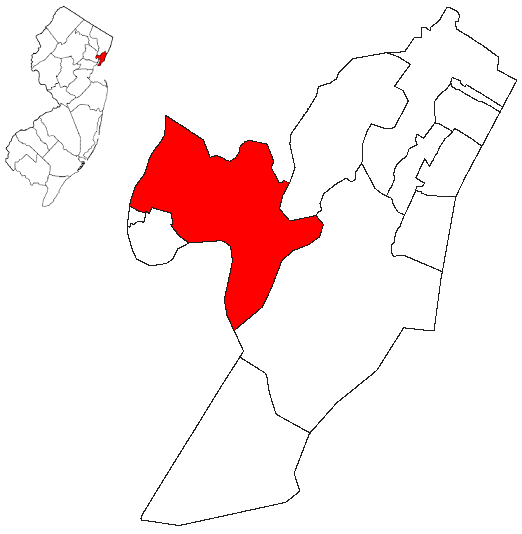
ハドソン郡内の位置

カーニー (Kearny ) は、アメリカ合衆国ニュージャージー州のハドソン郡にある町。南北戦争で活躍したフィリップ・カーニー将軍に因んで名付けられた。人口は4万1999人（2020年）。ジャージーシティの西に隣接している。
2020年アメリカ合衆国国勢調査によれば、町の人口の約55パーセントはヒスパニックである。